# Assessoria de imprensa
A assessoria de imprensa é um dos instrumentos de comunicação desenvolvidos para as organizações, sendo inerente às atividades da área de comunicação. Ao contrário do que alguns equivocadamente pensam, a tradução do inglês publicity não tem a ver com publicidade, mas com assessoria de imprensa. Sua principal tarefa é tratar da gestão do relacionamento entre uma pessoa física, entidade, empresa ou órgão público e a imprensa.
No Brasil, os profissionais que desempenham a função de Assessoria de Imprensa costumam ter formação em jornalismo e relações públicas. Em alguns países, a função não é exatamente de um jornalista, mas pode ser feita também por relações públicas e pessoas com formação em comunicação.

Em Portugal, o campo da assessoria de imprensa está completamente dentro das relações públicas, apesar de o jornalismo ser base de todas as técnicas usadas. O investigador e docente da Universidade do Porto, Vasco Ribeiro, descreve-o da seguinte forma: 
"Podemos imaginar, então, o vasto mundo da comunicação organizacional como uma boneca matriosca, em que os diferentes campos da comunicação vão encaixando uns nos outros. Todavia, dentro do corpo bojudo das relações públicas, assim descrita pela sua dimensão abrangente, está a silhueta um pouco mais esguia da assessoria de imprensa, que, para além de embrionária das próprias relações públicas, tem a capacidade operacional e pragmática de tirar proveito das brechas do jornalismo."
Ainda em Portugal, existe um acesso restrito à profissão e só muito recentemente algumas instituições universitárias lhe dedicam algumas matérias inseridas em cursos de comunicação e jornalismo, como é o caso da licenciatura em ciências da comunicação da Faculdade de Letras da Universidade do Porto que lhe dedica um ano lectivo de especialização.
Segundo a explicação contida no website de uma empresa de assessoria de imprensa brasileira e que ressalta bem as peculiaridades dessa atividade, ainda há muita confusão entre assessoria de imprensa e publicidade. Entretanto, são formas de comunicação distintas. A publicidade utiliza-se de espaços pagos (anúncios) em mídia eletrônica ou impressa, de um produto, serviço ou empresa. Assessoria de imprensa é uma forma de se conquistar cobertura editorial (reportagens, notas em colunas etc.) nestas mesmas mídias, com apelo noticioso e não comercial.
Uma Assessoria de Imprensa trabalha para um assessorado, que pode ser um cliente particular ou uma instituição. Empresas, pessoas físicas como "personalidades públicas", médicos, advogados, músicos e instituições e organizações como empresas estatais, autarquias, governos, partidos, sindicatos, clubes, organizações não governamentais, ou indivíduos, entre outros costumam utilizar serviços de assessoria de imprensa. O interesse pela assessoria, em geral, é determinado pela geração de informações de interesse público.

## Funções da assessoria de imprensa
- Estabelecer relações sólidas e confiáveis com os meios de comunicação e seus agentes, com o objetivo de se tornar fonte de informação respeitada e requisitada.[3]
- Criar situações para a cobertura sobre as atividades do assessorado, para alcançar e manter – e, em alguns casos, recuperar – uma boa imagem junto à opinião pública.
- Apresentar, firmar e consolidar as informações pertinentes aos interesses do assessorado no contexto midiático local, nacional e internacional.
- Implementar a cultura de comunicação de massa nos aspectos interno e externo relativamente ao assessorado por meio de condutas pró-ativas junto à estrutura midiática.
- Capacitar o assessorado e outras fontes de informação institucionais a entender e lidar com a imprensa.
- Finalmente, mensurar o trabalho, mostrando relatórios consistentes (de preferência usando um indicador-chave de desempenho) aos assessorados com os resultados conquistados.

Uma das principais funções do assessor de imprensa é aproximar, dos meios de comunicação, a realidade das empresas, suas notícias e principalmente informações de interesse público. É impossível para os meios de comunicação ficar sabendo de tudo o que ocorre em entidades privadas e organismos governamentais sem a ajuda de um assessor de imprensa. Contudo, os assessorados também precisam entender que não são todas as notícias internas da empresa que realmente interessam à imprensa.

## Press release
Press releases, "comunicados de imprensa" ou apenas releases são textos informativos divulgados por assessorias de imprensa para informar, anunciar, contestar, esclarecer ou responder à mídia sobre algum fato que envolva o assessorado, positivamente ou não. É, na prática, uma declaração pública oficial e documentada do assessorado.
Geralmente, releases são usados para anúncios e lançamentos de novidades, que a Assessoria tem interesse em que virem notícia. Um release bem estruturado pode ser o mote para uma pauta.
O release deve conter informação jornalística com objetivo promocional para o assessorado — ou seja, ser ao mesmo tempo de interesse jornalístico e institucional. Pode ser definido como o material informativo distribuído aos jornalistas para servir de pauta ou ser veiculado completa ou parcialmente, de maneira gratuita. É uma proposta de assunto, um roteiro, uma sugestão de pauta, mas do ângulo de quem o emite.
Os press releases sobre eventos devem antecipar todos os dados relativos, além de facilitar o acesso dos profissionais de imprensa (caso exija credenciamento prévio, por exemplo). Sobre produtos, devem conter informações específicas, factuais e objetivas. Em todos os casos, uma boa contextualização do fato anunciado ajuda a inserir melhor o conteúdo do comunicado na pauta do veículo (em jargão jornalístico, dar "gancho" a uma matéria).
A expressão "press release", traduzido do inglês, significa, literalmente, "soltura à imprensa", e deriva do título comum que abria os comunicados nos Estados Unidos: "for immediate release", ou "para divulgação imediata".
Existe, ainda, o press release direcionado, que é enviado com exclusividade para um único veículo quando se pretende negociar uma relação mais próxima entre a Assessoria e um órgão específico de imprensa.
A popularização da internet facilitou o envio de comunicados por correio eletrônico (e-mail), fazendo aumentar o uso deste recurso. Um aspecto disto é que, como consequência, houve também um aumento da prática por jornalistas de publicar releases integrais ou quase inalterados. Para críticos, isto tem gerado um esvaziamento da apuração no jornalismo e um crescimento indevido do poder das assessorias.
Outro motivo da diminuição da pesquisa de campo do jornalista de redação é o enxugamento excessivo de jornalistas dos veículos de comunicação, que, sobrecarregados, acabam utilizando mais o trabalho das assessorias e as solicitam mais. Também o excesso de jornalistas formados e o pouco trabalho em redações leva-os às assessorias.
O release, contudo, ainda é bastante mal visto por muitos jornalistas das redações. Justamente por existirem muitas assessorias de imprensa, alguns jornalistas recebem centenas de releases por dia.

## Press-kit
Um press-kit ou "pacote de imprensa" é um pacote de press release com brindes promocionais, uma amostra/réplica do produto ou o próprio produto, fotos de divulgação, credenciais de imprensa e outros itens que facilitem a cobertura jornalística sobre o que se quer divulgar e estimulem os jornalistas a publicar a intenção do assessorado.
No formato de distribuição de noticiário denominado "Regionalização da Notícia", informações oriundas das regiões ou cidades em que será distribuído o release são insertadas neste release, como entrevistas de personalidades locais, informações sobre serviços disponíveis para os leitores da região ou cidade, oferta de respostas a dúvidas dos leitores locais e outras formas de interatividade.

## Mailing list
A Mailing List (literalmente, "lista de correio") ou "mala direta" é uma lista de endereços de destinatários aos quais a Assessoria de Imprensa envia comunicados, notas, credenciais ou brindes com o propósito de incentivar a publicação de determinada informação.

## Entrevistas coletivas

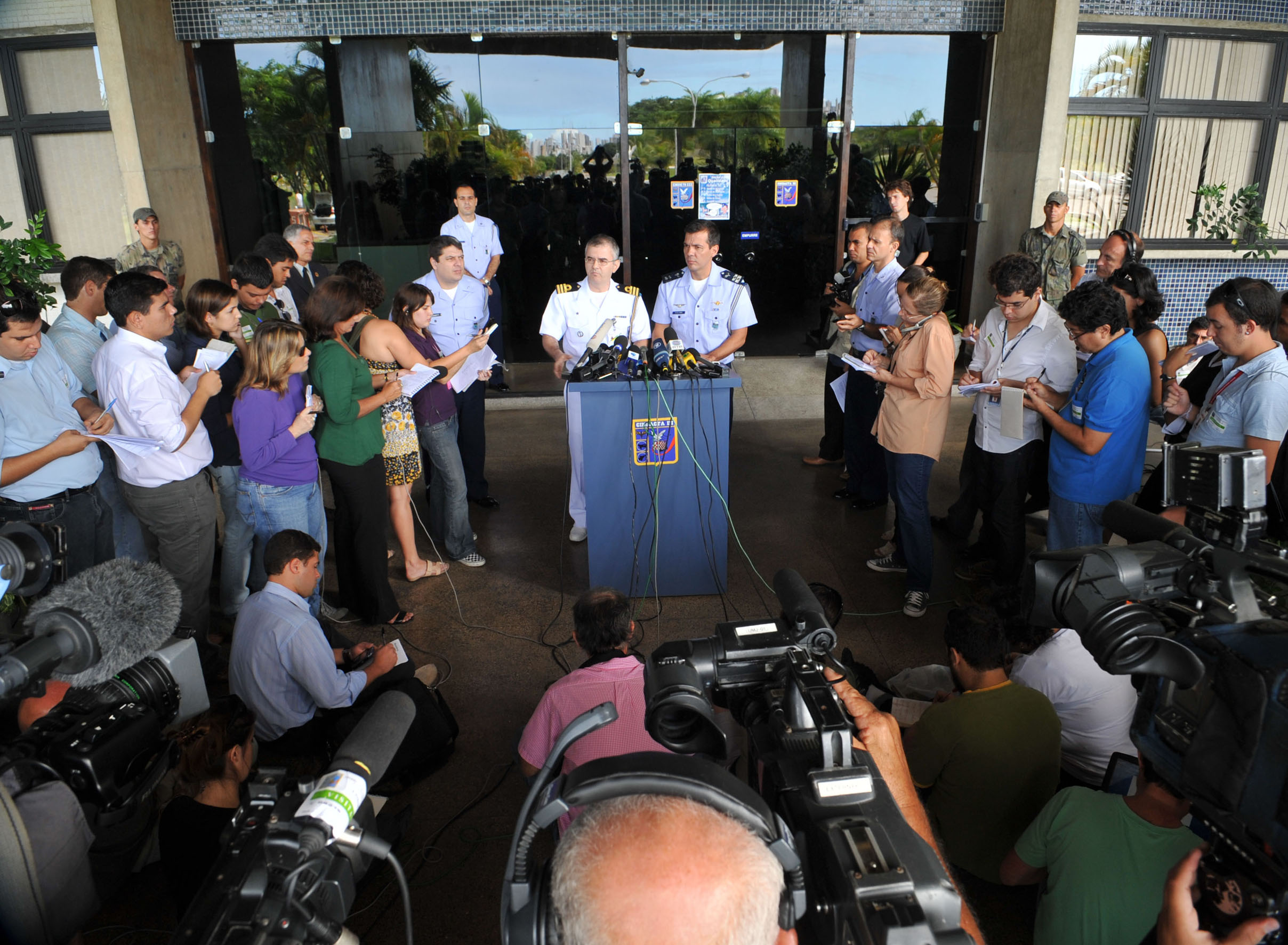
Coletiva de imprensa sobre informações do voo 447 com repórteres do mundo todo.

Coletiva de imprensa (português brasileiro) ou conferência de imprensa (português europeu) ou entrevista coletiva é um evento midiático onde uma assessoria de imprensa convida jornalistas para transmitir-lhes alguma informação, frequentemente abrindo espaço para que estes façam perguntas acerca do assunto.
Em casos em que uma declaração, opinião ou anúncio do assessorado seja de interesse para um número significativo de veículos de imprensa ou para a mídia em geral, as assessorias de imprensa convocam entrevistas coletivas, que são eventos nos quais o assessorado (ou um representante institucional) é entrevistado ao mesmo tempo por vários órgãos de imprensa e veículos de mídia.
Geralmente, o acesso de um jornalista a uma entrevista coletiva depende de credenciamento prévio junto à assessoria ou à instituição. As perguntas passíveis de serem dirigidas ao assessorado podem ou não ter sido antecipadamente acordadas e normalmente são limitadas a uma por veículo, ou pelo menos uma por vez.
Entrevistas coletivas também são momentos propícios para registro fotográfico.

## Eventos e sociabilidade
Em certas ocasiões, uma Assessoria de Imprensa atua como produção de eventos, atividade que não é sua, de origem.
Festas, coquetéis, cerimônias, seminários, oficinas, palestras, entre outros, são eventos que podem ser úteis à Assessoria para divulgar novidades ou atividades do assessorado. O público destes eventos pode ser tanto externo quanto interno, e eles devem contar com a presença de agentes da mídia (jornalistas, editores, fotógrafos, publicistas) para que sejam bem-sucedidos.